# Judith Bernstein

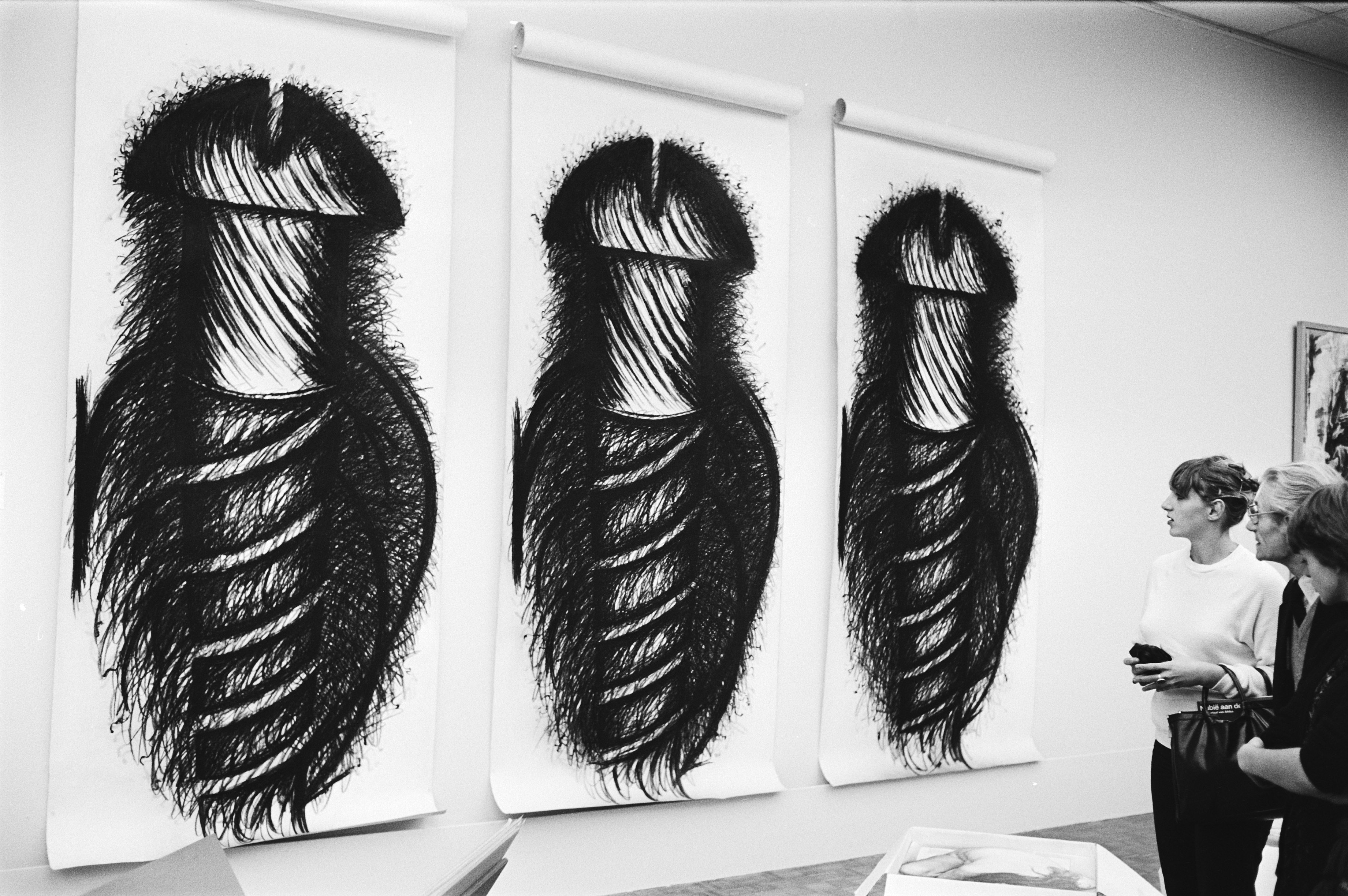
Judith Bernstein: Der Phalluspropeller

Judith Bernstein (* 14. Oktober 1942 in Newark, New Jersey) ist eine New Yorker Künstlerin, die durch ihre phallischen Zeichnungen und großformatigen Gemälde bekannt wurde.
Bernstein nutzt ihr Kunst als Vehikel für ihren feministischen und Anti-Kriegs-Aktivismus und stellt auf provokante Weise Verbindungen zwischen beiden her. Ihr bekanntestes Werk zeigt ihr ikonisches Motiv einer anthropomorphisierten Schraube, das zur Grundlage für eine Reihe von Allegorien und visuellen Wortspielen geworden ist. Bernstein ist aktive Feministin. Zu Beginn der feministischen Kunstbewegung war Bernstein Gründungsmitglied der ersten Genossenschaftsgalerie für Künstlerinnen in den USA, der A.I.R. Gallery in New York. Bernstein unterrichtete viele Jahre an der School of Art+Design des SUNY Purchase College, wo sie heute emeritierte Professorin ist. Nachdem sie sich von SUNY Purchase zurückgezogen hatte, wurde sie erst spät in ihrer Karriere wiederentdeckt, von der Künstlerin selbst als „Wiedergeburt“ bezeichnet.
Ihr ganzes Leben lang war Bernstein aktiv bei den Guerilla Girls, der Art Workers' Coalition sowie der Fight Censorship Group beteiligt. Ihre Arbeiten befinden sich in der Sammlung des Museum of Modern Art, Whitney Museum of American Art, Brooklyn Museum, Jewish Museum, Carnegie Museum of Art, Neuberger Museum, Migros Museum für Gegenwartskunst in Zürich, Kunsthaus Zürich, Deste Foundation for Contemporary Art in Griechenland, Andy Hall Foundation, Alex Katz Stiftung und der Sammlung Verbund in Österreich.

## Leben
Bernstein wurde als Tochter einer Buchhalterin und eines Lehrers geboren. Das Malen lernte sie von ihrem Vater, der mit seinen Freunden im Keller malte. Sie erwarb ihren Bachelor und Master of Science an der Pennsylvania State University sowie ihren Bachelor und Master of Fine Arts an der Yale University. Bernstein lebt und arbeitet in New York City. Ihr Bild ist auf dem Kultposter von Mary Beth Edelson “Some living American Women Artists” von 1972 zu sehen.

## Werk
Die verspielte Wiederholung eines Motivs ist ein Hauptcharakteristikum von Bernsteins Kunst. Ihre frühen Zeichnungen und Gemälde wurden von Graffiti in Männertoiletten an der Yale University beeinflusst, nachdem sie in den 60er Jahren einen Artikel in der New York Times gelesen hatte, in dem Edward Albee den Titel „Who’s Afraid of Virginia Woolf“ von Graffiti in öffentlichen Toiletten übernahm. Bei der Diskussion dieser Bilder sagte Bernstein: „I realized that graffiti has psychological depth because when someone’s alone and releasing on the toilet, they’re also releasing from the subconscious. I began to use text like ‘this may not be heaven but Peter hangs out here’ in my drawings and paired it with crude images.“ Bernstein ist der Ansicht, dass paternalistische Führung zum Vietnamkrieg führte. Ihre Werke aus den 60er und 70er Jahren nimmt auf die Proteste gegen den Vietnamkrieg und die daraus resultierende Gewalt gegenüber der Bevölkerung Bezug, die damals Schlagzeilen machten. Fun Gun (1967) ist ein Gemälde eines anatomischen Phallus, der Kugeln abschießt. Im selben Jahr schuf sie die Union Jack-Off-Serie, die mit Holzkohle und Ölstift auf Papier hergestellt wurde. Es zeigt zwei Phallusse in Form eines X in der amerikanischen Flagge mit den Worten „Jack Off on U.S Policy in Vietnam.“ Bernsteins bekannteste Kunstwerke sind ihre Folgeserie von biomorphen Schraubenzeichnungen, die sie 1969 begann. Diese monumentalen Arbeiten eignen sich auf provokative Weise das Bild der Schraube als phallisches Symbol der Unterdrückung an – wie im englischen Ausdruck „being screwed“ – und erwecken den Eindruck bedrohlicher Macht. Eines dieser Werke, Horizontal (1973), wurde aus der Ausstellung „Focus: Women’s Work – American Art in 1974“ im Museum of the Philadelphia Civic Center mit der Begründung „lacking redeeming social value“ ausgeschlossen, ein Ausdruck, der gemeinhin auf Pornografie angewendet wird. Damals wurde aus Protest ein Petitionsschreiben lanciert, das von vielen bedeutenden Künstlern, Kritikern und Kuratoren unterzeichnet wurde, darunter Clement Greenberg, Linda Nochlin, Lucy Lippard, Louise Bourgeois und die Gründungsdirektorin des New Museum, Marcia Tucker. Bernsteins erste Einzelausstellung fand 1973 in der A.I.R. Gallery statt. 1975 war Bernstein Diskussionsteilnehmerin für eine Radiosendung über „erotische“ Künstlerinnen für WBAI-New York, wo sie ihre Erfahrungen beim Anfertigen und Ausstellen ihrer Arbeiten diskutierte.  Von 1981 bis 1984 schuf Bernstein Kohlezeichnungen der Venus in sexualisierten Formen: Anthurium Thru Venus. Sie machte weiterhin Kunst aus Phallussen und schuf 1993 ein Gemälde mit dem Titel Der Tanz mit großen tanzenden Phallussen, das sich auf das Bild Der Tanz von Henri Matisse bezieht. Aufgrund des vorherrschenden Sexismus in der Kunstindustrie war es schwierig, Ausstellungsengagements an Land zu ziehen und Bernstein hatte es bis ins 21. Jahrhundert schwer, Anerkennung für ihre Kunstwerke zu erlangen. In der Birth of the Universe-Serie füllten weibliche Genitalien die Leinwand. Bernstein verwendete dabei einen offenen und direkten Ansatz. Fluoreszierendes Kolorit und dicke Ölfarbe bildeten das Chaos und die nukleare Explosion ab und stellten den Urknall und das sich ausdehnende Universum dar. Ihre beiden Einzelausstellungen 2016 „Dicks of Death“ und „Rising“ wurden von der Kritik hoch gelobt. Bernstein veröffentlichte auch ihr erstes Künstlerbuch mit dem Titel Dicks of Death in Zusammenarbeit mit der Edition Patrick Frey und erhielt 2016 das renommierte John Simon Guggenheim Fellowship for Fine Arts.
Sowohl stilistisch als auch inhaltlich bleibt sich die Künstlerin über die Jahrzehnte hinweg treu. Beharrlich weist sie somit darauf hin, wie wenig Fortschritte in Bezug auf die von ihr aufgegriffenen Themen im Laufe der Zeit gemacht wurden.

## Einzelausstellungen
Judith Bernsteins Werke wurden u. a. in folgenden Einzelausstellungen gezeigt:
- 2020 HOT HANDS, The Box, Los Angeles, CA
- 2019 Blue Balls, Karma International, Zurich, Switzerland
- 2019 Dimonda Mouth, Foksal Gallery Foundation, Friend of a Friend, Warsaw, Poland
- 2018 Money Shot, Paul Kasmin Gallery, New York, NY
- 2017 Judith Bernstein: Cabinet of Horrors, The Drawing Center, New York, NY
- 2017 Adult Swim, Pilar Corrias, London, UK
- 2017 Cock in the Box, The Box, Los Angeles, CA
- 2016 Judith Bernstein: Rising, Kunsthall Stavanger, Stavanger, Norway[24]
- 2016 Dicks of Death, Mary Boone Gallery, New York, NY
- 2015 Art Basel, Karma International booth, Basel, Switzerland
- 2015 Voyeur, Mary Boone Gallery, New York, NY
- 2014 Judith Bernstein: Birth of the Universe, Gavin Brown's Enterprise, New York, NY
- 2014 Judith Bernstein, Karma International, Zurich, Switzerland
- 2014 Judith Bernstein: Rising, Studio Voltaire, London, UK
- 2013 Keep Your Timber Limber (Works on Paper), ICA, UK. 19 June - 8 September, 2013
- 2013 Judith Bernstein, Birth of the Universe: 18 New Paintings, The Box LA, Los Angeles, CA
- 2012 Judith Bernstein: Hard, New Museum of Contemporary Art, New York City, NY (Mini-Retrospektive, in der Bernstein ihren Namen vom Boden bis zur Decke auf eine Glaswand kritzelte)[4]
- 2011 Fuck Vietnam, The Box, Los Angeles, CA
- 2011 Frieze Fair/Frame Exhibition, London, United Kingdom
- 2010 Alex Zachary Gallery, New York, NY
- 2009 Judith Bernstein, The Box, Los Angeles, CA
- 2008 Judith Bernstein: Signature and Phallic Drawings: 1966-2008, Mitchell Algus Gallery, New York, NY
- 1987 University of Arkansas, Fayetteville, Arkansas
- 1984 A.I.R. Gallery, New York City, NY
- 1978 Brooks Jackson Iolas Gallery, New York City, NY.
- 1977 State University of New York at Stony Brook Gallery
- 1976 Drawing 1966-1976, University of Colorado Museum, Colorado
- 1973 A.I.R. Gallery, New York City, NY. October/April 1973

## Gruppenausstellungen
Bernstein war zudem in zahlreichen Gruppenausstellungen vertreten, darunter:
- 2015 Toys Redux, Migros Museum, Zürich
- 2013 Keep Your Timber Limber, ICA, London
- 2012 The Historical Box, Hauser & Wirth, London
- 2011 The Historical Box, Hauser & Wirth, Zürich
- 2010 The Comfort of Strangers, MoMA PS1
- 2010 The Last Newspaper, New Museum